# Margaret Gove Camfferman
Margaret Gove Camfferman (1881 - 1964) foi uma pintora americana.
Nasceu Margaret Gove, em 1881, em Rochester, Minnesota. Ela estudou na Escola de Belas Artes de Minneapolis. Em 1915 mudou-se para Whidby Island, Washington, onde se casou com Peter Camfferman, um artista holandês. Ela era membro do Grupo dos Doze de Seattle e também das Mulheres Artistas de Washington.
O seu trabalho encontra-se incluído na colecção permanente do Museu de Arte de Seattle e da Administração de Serviços Gerais.